# Fontenoy (Yonne)
Fontenoy ist eine französische Gemeinde mit 293 Einwohnern (Stand 1. Januar 2022) im Département Yonne in der Region Bourgogne-Franche-Comté (vor 2016 Bourgogne); sie gehört zum Arrondissement Auxerre und zum Kanton Vincelles (bis 2015 Saint-Sauveur-en-Puisaye). Die Einwohner werden Puifontains genannt.

## Geographie
Fontenoy liegt etwa 28 Kilometer südwestlich von Auxerre. Umgeben wird Fontenoy von den Nachbargemeinden Lalande im Norden, Levis im Osten und Nordosten, Sementron im Osten, Lain im Südosten, Saints-en-Puisaye im Süden und Westen sowie Fontaines im Nordwesten.

## Geschichte
Im Rahmen der Kriege um die Erbfolge Ludwigs des Frommen kam es hier 841 zur Schlacht zwischen Lothar I. und Pippin II. auf der einen Seite sowie Karl dem Kahlen und Ludwig dem Deutschen. Letztere gingen siegreich aus der Auseinandersetzung hervor.

## Bevölkerungsentwicklung
| Jahr                      | 1962 | 1968 | 1975 | 1982 | 1990 | 1999 | 2006 | 2013 |
| Einwohner                 | 455  | 409  | 320  | 308  | 301  | 301  | 320  | 306  |
| Quelle: Cassini und INSEE |      |      |      |      |      |      |      |      |

## Sehenswürdigkeiten
- Kirche Saint-Marien
- Schloss Le Tremblay
- Obelisk von Fontenoy in Erinnerung an die Schlacht von 841, errichtet 1860
- Museum

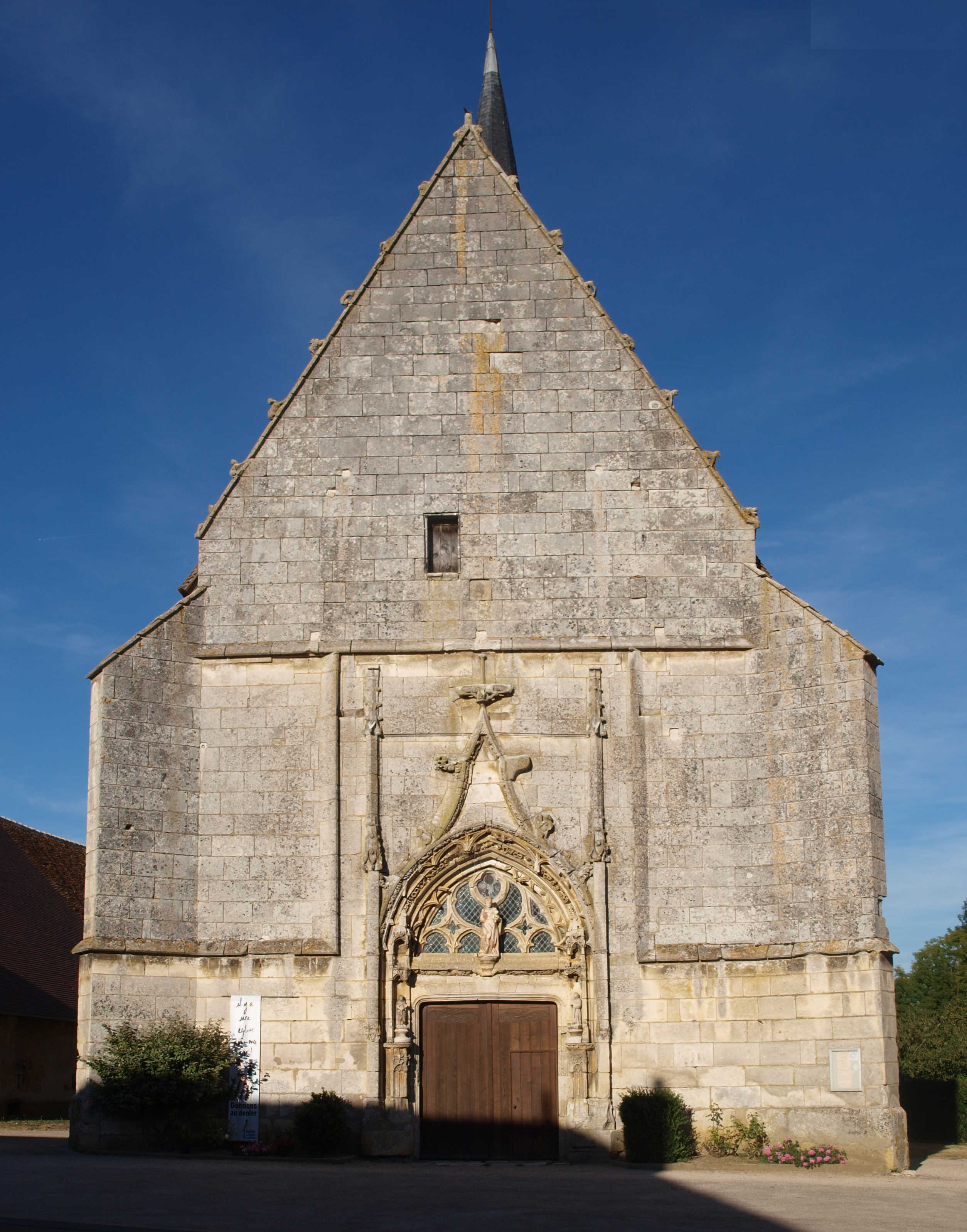
Kirche Saint-Marien
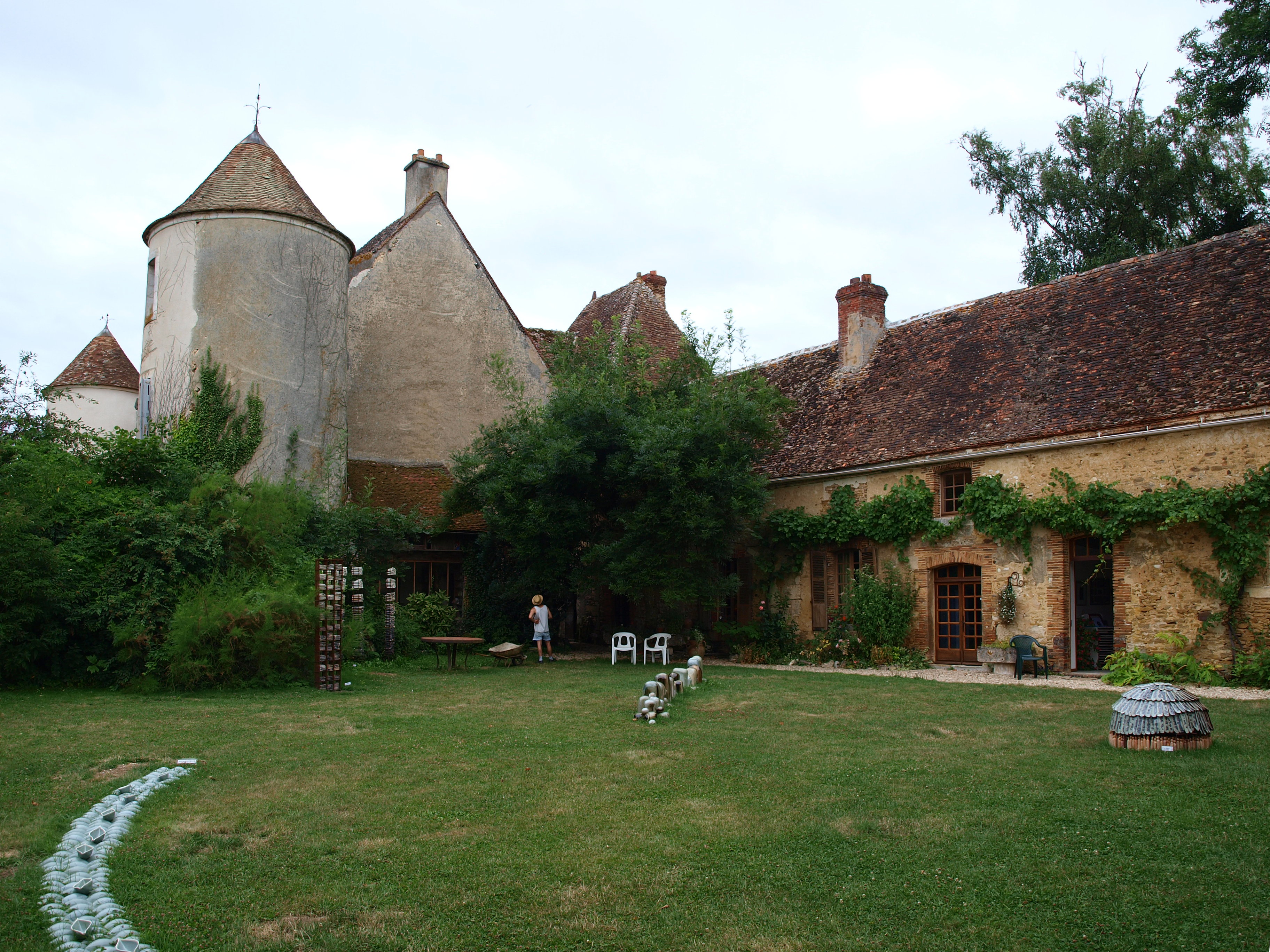
Schloss Le Tremblay
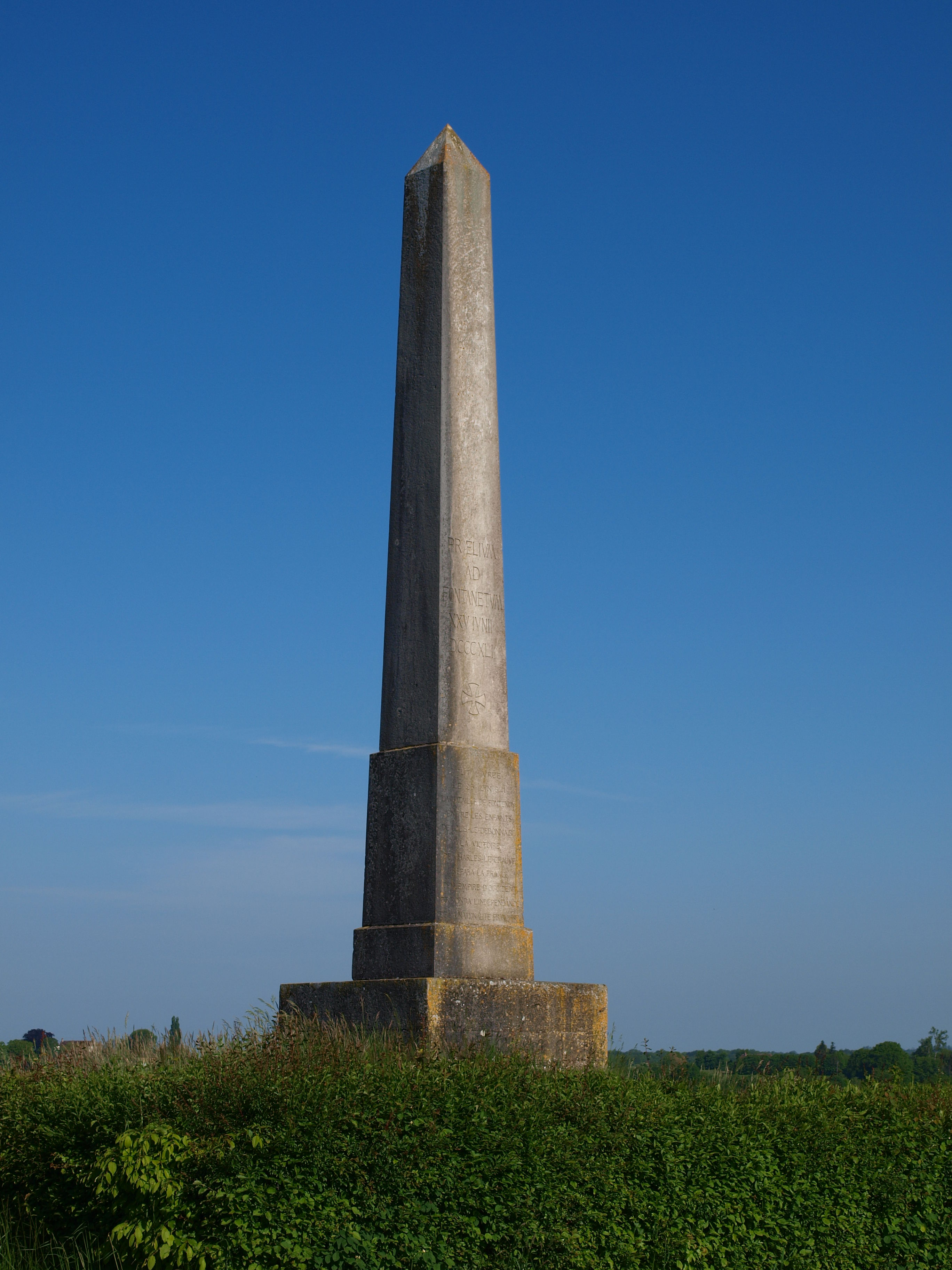
Obelisk
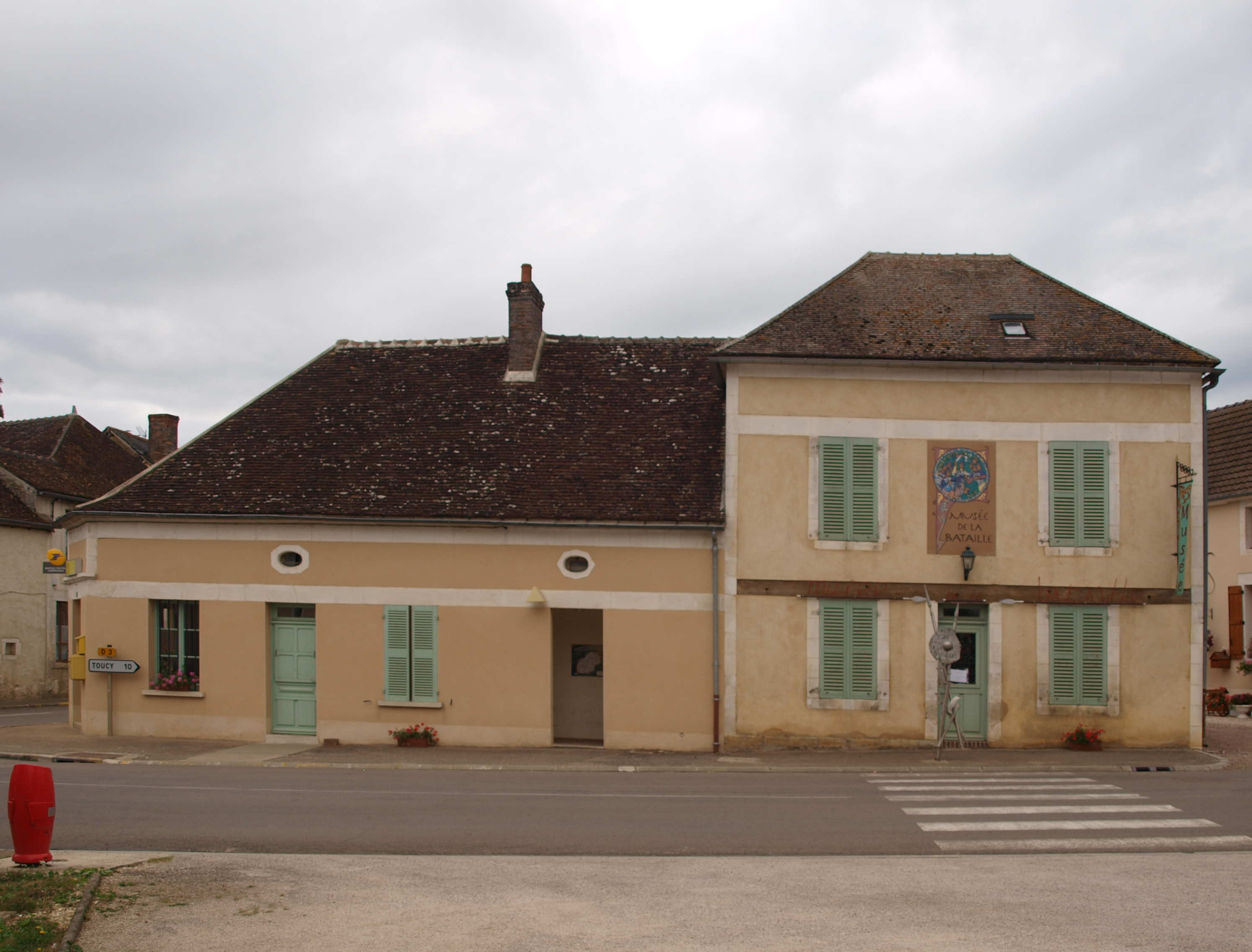
Museum